# Jack Wall
Jack Wall (* 1964 Phoenixville, Pensylvánie, USA) je americký hudební skladatel. Skládá hudbu převážně k videohrám jako například série Myst, Splinter Cell, Jade Empire a Mass Effect.

## Život
Jako mladý byl v rockové kapele a velice se zajímal o muziku. Když opustil kapelu začal pracovat pro Skyline Studios. Studoval stavebnictví, ale po čase přešel k hudební produkci. Pracoval s muzikanty jako je John Cale, David Byrne a Patti Smith. Po delší době, v roce 1995 se dostal až ke skladbě hudby.
Oženil se se zpěvačkou Cindy Shapirovou a díky ní poznal Rona Martineze, který začínal s herní firmou. Ten ho požádal jestli pro něho nechce skládat hudbu a tak začala jeho kariéra.
Jako první složil hudbu ke hře Vigilance, skládal hlavně v orchestrálním stylu, v roce 2001 vytvořil soundtrack k Myst III: Exile, to byl titul, který jej dostal na vrchol. V roce 2002 se stal jedním ze spoluzakladatelů Game Audio Network Guild. V roce 2005 spolu s Tommym Tallaricem odstartoval sérii koncertů Video Games Live. Jeho soundtracky k Myst III, Myst IV, Rise of the Kasai, Jade Empire a Mass Effect byly nominovány a vyhrály několik cen.
Poprvé byl nominován na cenu Akademie Interaktivních umění a věd za soundtrack k Myst III. Za soundtrack k Myst IV obdržel první tři ocenění. Úspěšné jsou také koncerty Video Games Live, kde se hrají známé a nostalgické melodie z prvních her jako jsou například Tetris, Supermario, Zelda apod. s velkým orchestrem.

## Diskografie
- Vigilance (1997)
- 10-Six (1998)
- Flying Saucer (1998)
- Evil Dead: Hail to the King (2000)
- Animorphs: Know the Secret (2000)
- Ultimate Ride (2001)
- Secret Agent Barbie (2001)
- Disney's Extremely Goofy Skateboarding (2001)
- Myst III: Exile (2001)
- The Mark of Kri (2002)
- Ben Hur: Blood of Braves (2003)
- Unreal II: The Awakening (2003)
- Wrath Unleashed (2004)
- Tom Clancy's Splinter Cell: Pandora Tomorrow (2004)
- Myst IV: Revelation (2004)
- Rise of the Kasai (2005)
- Neopets: The Darkest Faerie (2005)
- Jade Empire (2005)
- Dungeon Siege II (2005) — Trailer cinematics
- Mass Effect (2007)
- Mass Effect 2 (2010)